# Cappamore
Cappamore (irisch An Cheapach Mhór, deutsch: die große Ackerfläche) ist ein Dorf im County Limerick im Westen der Republik Irland mit 668 Einwohnern (Stand 2022).

## Lage
Cappamore liegt etwa 20 Kilometer ostsüdöstlich von Limerick am River Bilboa. Durch den Ort führt die R505 nach Dundrum und die R506 nach Limerick.

## Sehenswürdigkeiten
- Killuragh-Höhle, wenige Kilometer südlich von Cappamore
- St. Michael’s Church

## Partnerschaft
Mit der französischen Gemeinde Langonnet in der Bretagne (Département Morbihan) besteht eine Partnerschaft.

## Persönlichkeiten
- Terence O’Brien (1600–1651), Dominikaner und katholischer Bischof von Emly (1647–1651)
- David Gleeson, Regisseur und Drehbuchautor
- John Hayes (* 1973), Rugbyspieler
- William O’Connor (* 1986), Dartsspieler